# Stjopa

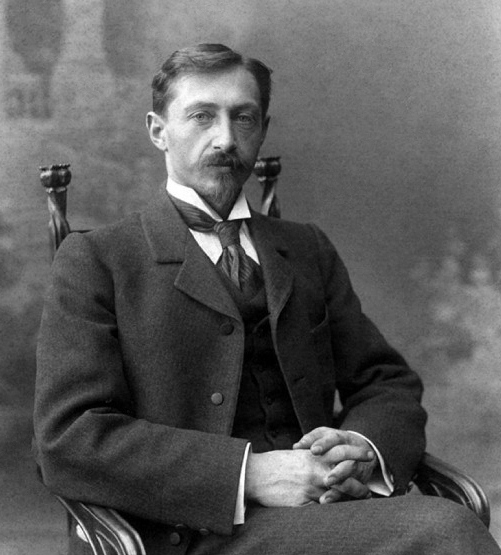
Iwan Bunin im Jahr 1901 auf einem Foto von Maxim Dmitrijew

Stjopa (russisch Степа) ist eine Kurzgeschichte des russischen Nobelpreisträgers für Literatur Iwan Bunin, die am 5. Oktober 1938 vollendet wurde und am 23. Oktober desselben Jahres in der Pariser Emigrantenzeitung Poslednije nowosti (russ. Последние новости – Neueste Nachrichten) erschien.

## Handlung
Der junge Kaufmann Wassil Liksejitsch Krassilstschikow hält es in Moskau nicht länger aus, nachdem sich seine Geliebte, eine Schauspielerin, in die Sommerfrische nach Kislowodsk begeben hat. Also spielt er sommers in der Provinz auf seinem Gutshof ein klein wenig den Herren. 
Auf dem Wege nach Tschern kommt Krassilstschikow mit der Pferdedroschke in einen abendlichen Gewitterguss und macht durchnässt in der Ausspanne des Witwers Pronin Halt. Der abwesende Hausherr wird von seiner 15-jährigen Tochter Stjopa erst am nächsten Tag zurückerwartet. Stjopa, allein zu Haus, wesentlich kleiner als der Kaufmann, weist ihn nicht ab, auch weil sie ihn kennt. Der hereinplatzende Gast kann den Blick von den zierlichen Brüsten Stjopas nicht abwenden. Er umfasst, küsst und missbraucht das kleine Mädchen. Als Stjopa sich ausgeweint hat, lässt sie sich wiederum ausgiebig küssen. Beide ruhen des Nachts einträchtig dicht nebeneinander. Bevor Krassilstschikow bald nach dem Morgengrauen weiterfährt, vergeht er sich noch einmal an Stjopa. Das Mädchen will unbedingt mit ihm gehn und von ihm geheiratet werden. Krassilstschikow vertröstet Stjopa, verspricht ihr jedoch die Ehe in Halbjahresfrist.
Daheim angekommen, rüstet Krassilstschikow sogleich zur Abreise nach Kislowodsk.

## Deutschsprachige Ausgaben
Verwendete Ausgabe
- Stjopa. Deutsch von Charlotte Kossuth. S. 319–325 in: Karlheinz Kasper (Hrsg.): Iwan Bunin: Dunkle Alleen. Erzählungen 1920–1953. 580 Seiten. Aufbau-Verlag, Berlin 1985